# أنف ظاهر

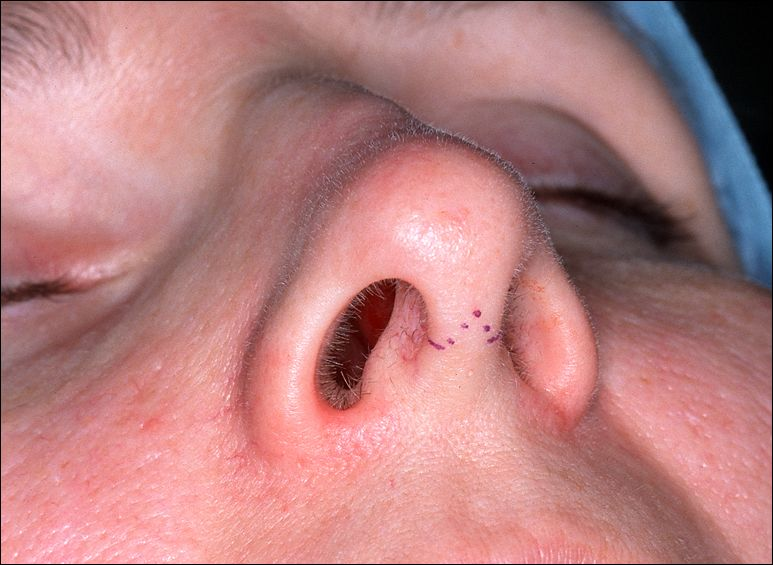

الأنف الظاهر (بالإنجليزية: external nose) هو الجزء الخارجي المرئي من الأنف والمغطى بالجلد. يتألف (من الأعلى للأسفل) من جذر الأنف ثم ظهر الأنف وأخيراً ذروة الأنف. يسمى الجزء من ظهر الأنف والمحيط بالمنخرين بجناحي الأنف. يشارك في تشكيل هيكل الأنف ثلاثة عظام في كل جانب هي الأنفي والجبهي والفكي العلوي. كما يشارك في تشكيله الغضاريف التالية: غضروف حاجز الأنف، والغضروف الأنفي الوحشي، والغضروفان الجنأحيان الكبير والصغير. كثيراً ما تصاب هذه العظام والغضاريف بالكسور نتيجة الضربات أو السقوط على الوجه.